# Harlowton
Harlowton è una cittadina e capoluogo della Contea di Wheatland, Montana, Stati Uniti. Al censimento del 2000, la popolazione residente era di 1 062 abitanti. Harlowton venne fondata nel 1900 come fermata ferroviaria e prende il nome da Richard A. Harlow, l'allora presidente delle ferrovie del Montana.

## Geografia fisica
Le esatte coordinate di Harlowton sono 46°26′11″N 109°50′01″W.
L'area totale della cittadina è di 0,6 miglia quadrate (1,5 km²), senza fiumi o laghi che attraversino il territorio.

## Demografia ed etnie
Sempre secondo i dati dell'ultimo censimento effettuato dalla contea nel 2000, l'età media degli abitanti di Harlowton è di 47 anni.
Il 20,9% della popolazione è inferiore ai 18 anni, il 5,3% è compreso fra i 18 ed i 24, il 20% fra i 25 ed i 44, il 26,4% va dai 45 ai 64 ed infine il 27,5 % ha una età maggiore dei 65 anni. Sempre secondo le statistiche ufficiali raccolte dall'amministrazione locale, ogni 100 femmine vi sono 91,7 maschi a Harlowton. Passando alla componente razziale, il 97,08% della popolazione è bianca, lo 0,75% è composto da nativi americani, l'1,98% è invece di latino-americani ed infine lo 0,19% è composto da asiatici.

## Economia
Il reddito medio pro capite annuale per un capofamiglia di Harlowton è di $ 23,636 mentre il reddito complessivo di una famiglia raggiunge in media $ 34,205. Statisticamente, ad Harlowton il 4,7% delle famiglie e dunque il 10,3% della popolazione totale della città vive, anche se di poco, sotto la soglia della povertà. Ciò è dovuto all'isolamento, sia fisico che economico, della cittadina dal resto dello Stato e dalla crisi che ha colpito il settore ferroviario dello Stato. Tuttavia, negli anni si ha avuto un buon impulso dal settore del turismo: ogni anno durante il Wind Festival (festival del vento) si svolgono ad Harlowton corse, gare di aquiloni e di pesca che richiamano un discreto numero di curiosi visitatori dallo Stato. Sebbene siano sorti piccoli negozi locali e alcune attività nel paese, la principale fonte di ricchezza è l'agricoltura: numerosi sono infatti i ranch presenti nel territorio locale e limitrofo. L'unica banca in città è uno sportello della Continental National Bank che dispone comunque di personale ben qualificato ed è attiva dal 1917.

## Informazioni utili
I turisti di passaggio possono trovare alloggio ad Harlowton presso il Corral Motel o presso il Country Side Inn. L'unica tavola calda in città è il Cornerstone Family Restaurant gestito dalla famiglia Muller. Sempre aperta nei mesi estivi vi è anche una piscina municipale in città, con tanto di certificato della Croce Rossa e bagnino. Harlowton dispone anche di una modesta biblioteca pubblica con internet point e sala conferenze. Sempre ad Harlowton vi è un salone di bellezza, il 1st and mane salon.

## Uffici cittadini e sicurezza
Sebbene modesto, l'insediamento urbano di Harlowton dispone di uffici cittadini ben organizzati. L'ufficio cittadino è coordinato da Geraldine Hensel: ogni aspetto della vita cittadina di Harlowton, dalle attività all'assistenza del consiglio comunale, viene qui organizzato. La pubblica assistenza di Harlowton si occupa di problemi sociali riguardanti famiglie o bambini che, nella Contea di Wheatland, possono subire abusi. Il giudice di Harlowton è Richard Egabakken, il quale collabora strettamente con lo sceriffo Jim Rosenberg e con il suo vice Les Christensen per quanto riguarda l'ordine pubblico cittadino e la sicurezza del territorio.

## Istruzione
Sul territorio cittadino di Harlowton sono presenti due scuole: la Harlowton Hillcrest Elementary e la Harlowton High School. Le scuole fanno parte del sedicesimo distretto scolastico. Obiettivo delle scuole di Harlowton, secondo il loro motto, è: "Educare gli studenti al massimo della loro potenzialità e renderli cittadini responsabili e produttivi".